# Sennen Cove
 (février 2024).
Sennen Cove est un village des Cornouailles, en Angleterre. Le village est situé sur la péninsule de Penwith et fait partie de la paroisse civile de Sennen.